# More Out of Today
More Out of Today är 59 Times the Pains debutalbum, utgivet 1995 av Burning Heart Records.

## Låtlista[1]
Där inte annat anges är låtarna skrivna av 59 Times the Pain.
1. "Stay" - 1:18
2. "More Out of Today" - 2:06
3. "Something You're Not" - 2:12
4. "Leaders & Followers" - 2:15
5. "Gotta Be Ready" - 1:40
6. "So Blind" - 2:46 (text: 59 Times the Pain och Kola)
7. "As Things Were Before" - 2:08
8. "When It All Comes Down" - 2:26
9. "One After Another" - 2:05
10. "To Me You're Dead" - 2:39
11. "Is This It?" - 3:14
12. "All You Got" - 1:52
13. "We're In, Now What?" - 1:56
14. "2 min Remaining in the 3rd" - 2:45
15. "For Now" - 1:41
16. "Time to Chill" - 2:41 (text: 59 Times the Pain och Matt Walter)

## Personal[1]
- Dan Swanö - producent, mixning, inspelningstekniker
- Eliasson - fotografi
- Farm - bakgrundssång
- Goffe - fotografi
- Jens - bakgrundssång
- Jonas Gauffin - fotografi
- Kai Kalliomäki - gitarr, bakgrundssång
- Kola - bakgrundssång, textförfattande
- Lars Hansson - fotografi (fram- och baksida samt gruppbild)
- Larzon - bakgrundssång
- Magnus Larnhed - sång, gitarr
- Mange - bakgrundssång
- Matt Walter - textförfattande
- Michael Conradsson - bas, bakgrundssång
- Pelle Saether - producent
- Seika - fotografi
- Toni Virtanen - trummor, bakgrundssång